# Konrad von Oels
Konrad von Oels (auch: Konrad IV. von Oels; Konrad IV. „Senior“, * 1384 in Oels; † 9. August 1447 in Jeltsch) war Herzog von Oels und Bernstadt, Fürstbischof von Breslau und der erste Oberlandeshauptmann von Schlesien.

## Leben
Konrads Eltern waren der gleichnamige Oelser Herzog Konrad III. und Jutta/Gutha († 1418/19), deren Herkunft nicht bekannt ist. Konrad war der älteste von fünf Brüdern, die alle auf den Vornamen Konrad getauft wurden, weshalb sie zur Unterscheidung mit individuellen Beinamen bezeichnet werden.
Konrad „Senior“ wurde bereits 1399 als Kleriker der Diözese Breslau erwähnt, 1410 gehörte er dem Domkapitel an, ein Jahr später stieg er zum Domdekan auf und bekleidete zugleich das Amt des päpstlichen Notars. 1411 war er zusammen mit seinem Vater am Zustandekommen des Ersten Friedens von Thorn beteiligt. Nach dem Tod des Vaters 1412 übernahm er die Vormundschaft über seine noch nicht volljährigen Brüder sowie die Regierung über die Herzogtümer Oels und Cosel, wobei für ihn das Herzogtum Bernstadt ausgegliedert wurde. Auch nach der 1416 erfolgten Teilung des väterlichen Erbes verwalteten die Brüder ihre Gebiete teilweise gemeinsam. Zusammen mit seinem Bruder Konrad Kanthner war er spätestens seit 1413 ein führendes Mitglied der Rüdenbandgesellschaft.
Nach der Resignation des Bischofs Wenzel von Liegnitz wurde Konrad mit Unterstützung des Römisch-deutschen Königs Sigismund zum Bischof von Breslau gewählt. Papst Martin V. bestätigte die Wahl am 17. Dezember 1417, die Bischofsweihe erfolgte am 22. Januar 1418 durch Weihbischof Johann Tylmann Wessel in Ottmachau. 1419 verpfändete er das von seinem Vater geerbte Kanth dem Breslauer Domkapitel.
Im Kampf gegen die Hussiten war Konrad entschieden auf Seiten Sigismunds, der nunmehr auch böhmischer König war. Seit dem Breslauer Reichstag von 1420 organisierte Konrad den Widerstand gegen die Hussiten. 1421 besetzte er mit bischöflichen Söldnern das Braunauer Land, das er einige Jahre verteidigen konnte. Wohl deshalb ernannte ihn Sigismund 1422 zum ersten schlesischen Oberlandeshauptmann.
In den folgenden Jahren wurden weite Teile Schlesiens und auch das Bistumsland von den Hussiten verwüstet. Die Klöster in Grüssau, Kamenz, Wartha und Frankenstein wurden zerstört. 1428 nahmen die Hussiten Ottmachau ein, wo sie große Teile der Stadt plünderten und verbrannten und die auf Befehl Konrads dorthin verbrachten Wertsachen erbeutet hatten. Nach Verhandlungen mit Konrad und Zahlung von 1000 Schock Böhmischer Groschen räumten sie 1435 die Stadt. Die von den Hussiten geforderte Schleifung der bischöflichen Burg wurde jedoch von Kaiser Sigismund verboten. Trotz dieser Niederlagen wurde Konrad 1435 von der Fürstenvereinigung, die zum Schutz des Landfriedens auf Anregung Kaiser Sigismunds zustande kam, als „Bundeshauptmann“ zu ihrem Sprecher gewählt. 1443 besetzten die Hussiten neuerlich das Ottmachauer Schloss, das Konrad 1444 nach Zahlung von 2000 Goldgulden einlösen konnte.
Neben religiösem Eifer spielten bei Konrad vermutlich auch nationale Antipathien eine Rolle. Als 1427 der Gnesener Bischof eine Visitation auch auf das Bistum Breslau ausdehnen wollte, verbat sich das Konrad entschieden. 1435 erließ er ein Statut, das bestimmte, dass künftig Pfründen und geistliche Ämter in seinem Bistum nur an geborene Schlesier vergeben und andere Bewerber nur berücksichtigt werden dürften, wenn sie einen akademischen Grad in Theologie oder Kanonischem Recht vorwiesen. Nach Sigismund Tod 1437 unterstützte Konrad die Kandidatur von Herzog Albrechts von Österreich gegen polnische Ambitionen auf den böhmischen Königsthron. Nachfolgend verwüsteten polnische Söldner, die ihren Kandidaten durchsetzen wollten, mehrfach das Bistumsland. Vermutlich wegen seiner antipolnischen Haltung zeichnete der Krakauer Chronist Jan Długosz ein negatives Persönlichkeitsbild von ihm.
Durch die Hussitenkriege und die damit zusammenhängenden Verwüstungen war das Bistum finanziell ruiniert. Nachdem das Domkapitel vergeblich einen Zugriff auf die Ablassgelder forderte, die Dompropst Nikolaus Gramis gesammelt hatte, wurde Konrad gedrängt, sein Bischofsamt niederzulegen. Gleichzeitig wurde ihm ein ansehnliches Jahresgehalt zugesichert.
Da sich für das herunter gekommene Bistum kein Nachfolger fand, befahl Papst Eugen IV. mit Bulle vom 21. Juli 1445 dem bisherigen Bischof Konrad, die Bistumsleitung wieder zu übernehmen. Obwohl das Domkapitel gegen die Wiedereinsetzung heftig protestierte, hielt Konrad am 27. Mai 1446 eine Diözesansynode ab, starb jedoch schon ein Jahr später auf der Burg Jeltsch. Sein Leichnam wurde unter dem Chorraum des Breslauer Doms bestattet. 1951 wurde seine Grabkammer abgerissen und die Gebeine in die frühere kleine Kanonikergruft unter dem südlichen Kirchenschiff umgebettet.